# Atletismo nos Jogos Olímpicos de Verão de 2024 - 400 m feminino

Vídeo Oficial

A competição dos 400 metros feminino do atletismo nos Jogos Olímpicos de Verão de 2024 ocorreu entre 5 e 9 de agosto de 2024 no Stade de France, em Paris.
A dominicana Marileidy Paulino conquistou a medalha de ouro, estabelecendo o novo recorde olímpico (48s17). A medalha de prata ficou a atleta nascida na Nigéria e radicada no Bahrein, Salwa Eid Naser (48s53). O bronze ficou com a polonesa Natalia Kaczmarek (48s98).

## Resumo
Allyson Felix, tricampeã olímpica e medalhista de bronze em Tóquio hava se aposentado. A bicampeã olímpica Shaunae Miller-Uibo, que havia tido um filho em abril de 2023, retornava às Olimpíadas para tentar defender seu título. A medalhista de prata na última Olimpíada e campeã mundial em 2023, Marileidy Paulino, era uma das favoritas ao ouro olímpico. Outros nomes de destaque eram Natalia Kaczmarek, que havia sido medalhista de prata do último mundial e era a atual campeã europeia, Sada Williams (medalhista de bronze nos mundiais de 2022 e 2023), Salwa Eid Naser (campeão mundial em 2019) e Nickisha Pryce, detentora do então melhor tempo da temporada, com 48s57.
Shaunae Miller-Uibo Miller-Uibo não passou da primeira rodada. Ela sentiu uma lesão durante sua bateria e terminou a prova andando. As baterias da primeira rodada foram vencidas por Salwa Eid Naser, Nickisha Pryce, Amber Anning, Natalia Kaczmarek, Marileidy Paulino e Rhasidat Adeleke.
Na primeira semifinal, Salwa Eid Naser terminou na primeira posição com o tempo de 49s08, seu melhor tempo da temporada. A segunda vaga da bateria ficou com Rhasidat Adeleke. Já na semifinal seguinte, Marileidy Paulino e Alexis Holmes garantiram vaga para final. Nickisha Pryce acabou em quarto nessa bateria e acabou não avançando para a final. Natalia Kaczmarek terminou em primeiro na última bateria, sendo acompanhada de perto por Amber Anning, que bateu seu recorde pessoal. As classificadas pelo tempo foram Sada Williams (49s89) e Henriette Jæger (50s17).
Na final, Naser largou mais rápido, com Alexis Holmes e Anning um pouco atrás. Na reta posterior, Paulino se aproximou de Naser, assumindo a primeira posição nos primeiros 150 m. Paulino, que já tinha grande vantagem sobre Nasser, diminui o ritmo nos metros finais e mesmo garantiu a vitória e o quebrou seu próprio recorde pessoal e o recorde olímpico de 28 anos de Marie-José Pérec. Naser cruzou a linha de chegada em segundo, conquistando a medalha de prata. No últimos 50 metros, Kaczmarek ultrapassou Adeleke e conquistou a medalha de bronze. É primeira prova na história dos 400 m em que todas as oito finalistas terminaram abaixo de 50 segundos.

## Histórico
Esta foi a décima sexta vez que os 400 metros feminino foram disputados nas Olimpíadas. Essa prova está presente no programa de atletismo olímpico desde o 1964.
| Tipo                | Atleta                 | Tempo (s) | Local                   | Data                 |
| ------------------- | ---------------------- | --------- | ----------------------- | -------------------- |
| Recorde mundial     | Marita Koch (RDA)      | 47,60     | Camberra, Austrália     | 6 de outubro de 1985 |
| Recorde olímpico    | Marie-José Pérec (FRA) | 48,25     | Atlanta, Estados Unidos | 29 de julho de 1996  |
| Melhor marca do ano | Nickisha Pryce (JAM)   | 48,57     | Londres, Reino Unido    | 20 de julho de 2024  |

| Área                               | Atleta                    | Tempo (s) |
| ---------------------------------- | ------------------------- | --------- |
| África                             | Falilat Ogunkoya (NGR)    | 49,10     |
| Ásia                               | Salwa Eid Naser (BHR)     | 48,14     |
| Europa                             | Marita Koch (RDA)         | 47,60     |
| América do Norte, Central e Caribe | Shaunae Miller-Uibo (BAH) | 48,36     |
| Oceania                            | Cathy Freeman (AUS)       | 48,63     |
| América do Sul                     | Ximena Restrepo (COL)     | 49,64     |

## Qualificação
Para a prova feminina de 400 metros, o período de qualificação foi entre 1 de julho de 2023 e 30 de junho de 2024. Até 48 atletas poderiam se qualificar para o evento, com um máximo de três atletas por país, atingindo o índice olímpico de 50s95 ou pelo ranking da World Athletics.

## Resultados

### Primeira rodada
As baterias da primeira rodada foram realizada no dia 5 de agosto, a partir das 11h55 (UTC+2). A competição contou com 47 atletas, com as três primeiras de cada bateria (Q) avançando para as semifinais. Todos as demais poderiam disputar a repescagem (exceto DNS, DNF e DQ) para tentar avançar para as semifinais.

#### Bateria 1
| Pos.   | Raia | Atleta                    | CON                | Tempo | Notas                |
| ------ | ---- | ------------------------- | ------------------ | ----- | -------------------- |
| 1      | 3    | Salwa Eid Naser           | BRN Bahrein        | 49,91 | Q                    |
| 2      | 8    | Stacey-Ann Williams       | JAM Jamaica        | 50,16 | Q,                   |
| 3      | 4    | Andrea Miklós             | ROU Romênia        | 50,54 | Q,                   |
| 4      | 2    | Gabby Scott               | PUR Porto Rico     | 50,74 | Recorde nacional     |
| 5      | 5    | Kendall Ellis             | USA Estados Unidos | 51,16 |                      |
| 6      | 6    | Sophie Becker             | IRL Irlanda        | 51,84 |                      |
| 7      | 9    | Tereza Petržilková        | CZE Chéquia        | 51,92 |                      |
| 8      | 7    | Modesta Justė Morauskaitė | LTU Lituânia       | 52,00 | Recorde da temporada |
| Fonte: |      |                           |                    |       |                      |

#### Bateria 2
| Pos.   | Raia | Atleta                 | CON              | Tempo | Notas                |
| ------ | ---- | ---------------------- | ---------------- | ----- | -------------------- |
| 1      | 8    | Nickisha Pryce         | JAM Jamaica      | 50,02 | Q                    |
| 2      | 7    | Laviai Nielsen         | GBR Grã-Bretanha | 50,36 | Q                    |
| 3      | 2    | Henriette Jæger        | NOR Noruega      | 50,39 | Q                    |
| 4      | 4    | Justyna Święty-Ersetic | POL Polônia      | 50,95 | Recorde da temporada |
| 5      | 6    | Ellie Beer             | AUS Austrália    | 51,47 | Recorde pessoal      |
| 6      | 5    | Lina Licona            | COL Colômbia     | 51,85 |                      |
| 7      | 3    | Zoe Sherar             | CAN Canadá       | 51,97 |                      |
| Fonte: |      |                        |                  |       |                      |

#### Bateria 3
| Pos.   | Raia | Atleta           | CON               | Tempo | Notas |
| ------ | ---- | ---------------- | ----------------- | ----- | ----- |
| 1      | 8    | Amber Anning     | GBR Grã-Bretanha  | 49,68 | Q     |
| 2      | 2    | Lieke Klaver     | NED Países Baixos | 49,96 | Q     |
| 3      | 6    | Paola Morán      | MEX México        | 51,04 | Q     |
| 4      | 9    | Martina Weil     | CHI Chile         | 51,15 |       |
| 5      | 7    | Alice Mangione   | ITA Itália        | 51,60 |       |
| 6      | 3    | Ella Onojuvwevwo | NGR Nigéria       | 51,65 |       |
| 7      | 4    | Tiffani Marinho  | BRA Brasil        | 52,62 |       |
| 8      | 5    | Cátia Azevedo    | POR Portugal      | 52,73 |       |
| Fonte: |      |                  |                   |       |       |

#### Bateria 4
| Pos.   | Raia | Atleta              | CON              | Tempo   | Notas    |
| ------ | ---- | ------------------- | ---------------- | ------- | -------- |
| 1      | 4    | Natalia Kaczmarek   | POL Polônia      | 49,98   | Q        |
| 2      | 9    | Roxana Gómez        | CUB Cuba         | 50,38   | Q,       |
| 3      | 5    | Sada Williams       | BAR Barbados     | 50,45   | Q        |
| 4      | 6    | Victoria Ohuruogu   | GBR Grã-Bretanha | 50,93   |          |
| 5      | 3    | Gunta Vaičule       | LAT Letônia      | 51,13   |          |
| 6      | 2    | Helena Ponette      | BEL Bélgica      | 51,75   |          |
| 7      | 7    | Shaunae Miller-Uibo | BAH Bahamas      | 2:29,29 |          |
| —      | 8    | Esther Joseph       | NGR Nigéria      | DQ      | TR17.2.3 |
| Fonte: |      |                     |                  |         |          |

#### Bateria 5
| Pos.   | Raia | Atleta               | CON                      | Tempo | Notas                |
| ------ | ---- | -------------------- | ------------------------ | ----- | -------------------- |
| 1      | 5    | Marileidy Paulino    | DOM República Dominicana | 49,42 | Q                    |
| 2      | 7    | Aaliyah Butler       | USA Estados Unidos       | 50,52 | Q                    |
| 3      | 6    | Susanne Gogl-Walli   | AUT Áustria              | 50,67 | Q,                   |
| 4      | 8    | Sharlene Mawdsley    | IRL Irlanda              | 50,71 | Recorde pessoal      |
| 5      | 4    | Aliyah Abrams        | GUY Guiana               | 51,55 | Recorde da temporada |
| 6      | 9    | Lurdes Gloria Manuel | CZE Chéquia              | 52,20 |                      |
| 7      | 2    | Kiran Pahal          | IND Índia                | 52,51 |                      |
| 8      | 3    | Cynthia Bolingo      | BEL Bélgica              | 52,77 | Recorde da temporada |
| Fonte: |      |                      |                          |       |                      |

#### Bateria 6
| Pos.   | Raia | Atleta            | CON                | Tempo | Notas  |
| ------ | ---- | ----------------- | ------------------ | ----- | ------ |
| 1      | 5    | Rhasidat Adeleke  | IRL Irlanda        | 50,09 | Q      |
| 2      | 7    | Alexis Holmes     | USA Estados Unidos | 50,35 | Q      |
| 3      | 8    | Junelle Bromfield | JAM Jamaica        | 51,36 | Q      |
| 4      | 2    | Miranda Coetzee   | RSA África do Sul  | 51,58 |        |
| 5      | 6    | Lada Vondrová     | CZE Chéquia        | 51,80 |        |
| 6      | 3    | Lauren Gale       | CAN Canadá         | 53,13 |        |
| 7      | 4    | Evelis Aguilar    | COL Colômbia       | 53,36 |        |
| —      | 9    | Nicole Caicedo    | ECU Equador        | DQ    | TR16.8 |
| Fonte: |      |                   |                    |       |        |

### Repescagem
A rodada de repescagem foi realizada no dia 6 de agosto, a partir das 11h20 (UTC+2).

#### Bateria 1
| Pos.   | Raia | Atleta                 | CON         | Tempo | Notas                |
| ------ | ---- | ---------------------- | ----------- | ----- | -------------------- |
| 1      | 5    | Ella Onojuvwevwo       | NGR Nigéria | 50,59 | Q                    |
| 2      | 4    | Justyna Święty-Ersetic | POL Polônia | 50,89 | Recorde da temporada |
| 3      | 3    | Sharlene Mawdsley      | IRL Irlanda | 51,18 |                      |
| 4      | 7    | Tereza Petržilková     | CZE Chéquia | 51,46 | Recorde da temporada |
| 5      | 8    | Aliyah Abrams          | GUY Guiana  | 51,84 |                      |
| 6      | 6    | Kiran Pahal            | IND Índia   | 52,59 |                      |
| Fonte: |      |                        |             |       |                      |

#### Bateria 2
| Pos.   | Raia | Atleta                    | CON               | Tempo | Notas           |
| ------ | ---- | ------------------------- | ----------------- | ----- | --------------- |
| 1      | 4    | Gabby Scott               | PUR Porto Rico    | 50,52 | Q,              |
| 2      | 8    | Miranda Coetzee           | RSA África do Sul | 50,66 | q,              |
| 3      | 5    | Lurdes Gloria Manuel      | CZE Chéquia       | 50,81 | q               |
| 4      | 6    | Modesta Justė Morauskaitė | LTU Lituânia      | 51,33 | Recorde pessoal |
| 5      | 7    | Helena Ponette            | BEL Bélgica       | 51,46 | Recorde pessoal |
| 6      | 3    | Martina Weil              | CHI Chile         | 51,79 |                 |
| 7      | 2    | Shaunae Miller-Uibo       | BAH Bahamas       | 53,50 |                 |
| Fonte: |      |                           |                   |       |                 |

#### Bateria 3
| Pos.   | Raia | Atleta            | CON              | Tempo | Notas                |
| ------ | ---- | ----------------- | ---------------- | ----- | -------------------- |
| 1      | 8    | Victoria Ohuruogu | GBR Grã-Bretanha | 50,59 | Q,                   |
| 2      | 2    | Gunta Vaičule     | LAT Letônia      | 50,93 |                      |
| 3      | 6    | Alice Mangione    | ITA Itália       | 51,07 | Recorde pessoal      |
| 4      | 4    | Ellie Beer        | AUS Austrália    | 51,65 |                      |
| 5      | 5    | Cátia Azevedo     | POR Portugal     | 52,04 | Recorde da temporada |
| 6      | 3    | Lauren Gale       | CAN Canadá       | 52,68 |                      |
| 7      | 7    | Evelis Aguilar    | COL Colômbia     | 52,86 | Recorde da temporada |
| Fonte: |      |                   |                  |       |                      |

#### Bateria 4
| Pos.   | Raia | Atleta          | CON                | Tempo | Notas |
| ------ | ---- | --------------- | ------------------ | ----- | ----- |
| 1      | 8    | Kendall Ellis   | USA Estados Unidos | 50,44 | Q     |
| 2      | 6    | Sophie Becker   | IRL Irlanda        | 51,28 |       |
| 3      | 7    | Zoe Sherar      | CAN Canadá         | 51,43 |       |
| 4      | 4    | Lina Licona     | COL Colômbia       | 51,90 |       |
| 5      | 5    | Lada Vondrová   | CZE Chéquia        | 52,15 |       |
| 6      | 2    | Tiffani Marinho | BRA Brasil         | 52,32 |       |
|        | 3    | Cynthia Bolingo | BEL Bélgica        | DNS   |       |
| Fonte: |      |                 |                    |       |       |

### Semifinais
As semifinais foram realizadas no dia 7 de agosto, a partir das 20h45 (UTC+2).

#### Semifinal 1
| Pos.   | Raia | Atleta            | CON                | Tempo | Notas |
| ------ | ---- | ----------------- | ------------------ | ----- | ----- |
| 1      | 7    | Salwa Eid Naser   | BRN Bahrein        | 49,08 | Q,    |
| 2      | 8    | Rhasidat Adeleke  | IRL Irlanda        | 49,95 | Q     |
| 3      | 4    | Henriette Jæger   | NOR Noruega        | 50,17 | q     |
| 4      | 6    | Lieke Klaver      | NED Países Baixos  | 50,44 |       |
| 5      | 3    | Victoria Ohuruogu | GBR Grã-Bretanha   | 51,14 |       |
| 6      | 5    | Aaliyah Butler    | USA Estados Unidos | 51,18 |       |
| 7      | 2    | Gabby Scott       | PUR Porto Rico     | 51,22 |       |
| 8      | 9    | Junelle Bromfield | JAM Jamaica        | 51,93 |       |
| Fonte: |      |                   |                    |       |       |

#### Semifinal 2
| Pos.   | Raia | Atleta               | CON                      | Tempo | Notas |
| ------ | ---- | -------------------- | ------------------------ | ----- | ----- |
| 1      | 6    | Marileidy Paulino    | DOM República Dominicana | 49,21 | Q     |
| 2      | 5    | Alexis Holmes        | USA Estados Unidos       | 50,00 | Q     |
| 3      | 7    | Laviai Nielsen       | GBR Grã-Bretanha         | 50,69 |       |
| 4      | 8    | Nickisha Pryce       | JAM Jamaica              | 50,77 |       |
| 5      | 9    | Andrea Miklós        | ROU Romênia              | 50,78 |       |
| 6      | 3    | Ella Onojuvwevwo     | NGR Nigéria              | 51,05 |       |
| 7      | 4    | Susanne Gogl-Walli   | AUT Áustria              | 51,17 |       |
| 8      | 2    | Lurdes Gloria Manuel | CZE Chéquia              | 51,42 |       |
| Fonte: |      |                      |                          |       |       |

#### Semifinal 3
| Pos.   | Raia | Atleta              | CON                | Tempo | Notas |
| ------ | ---- | ------------------- | ------------------ | ----- | ----- |
| 1      | 7    | Natalia Kaczmarek   | POL Polônia        | 49,45 | Q     |
| 2      | 6    | Amber Anning        | GBR Grã-Bretanha   | 49,47 | Q,    |
| 3      | 4    | Sada Williams       | BAR Barbados       | 49,89 | q     |
| 4      | 2    | Kendall Ellis       | USA Estados Unidos | 50,40 |       |
| 5      | 5    | Roxana Gómez        | CUB Cuba           | 50,48 |       |
| 6      | 9    | Paola Morán         | MEX México         | 50,73 |       |
| 7      | 8    | Stacey-Ann Williams | JAM Jamaica        | 50,79 |       |
| 8      | 3    | Miranda Coetzee     | RSA África do Sul  | 51,60 |       |
| Fonte: |      |                     |                    |       |       |

### Final
A final foi realizada no dia 9 de agosto, a partir das 20h00 (UTC+2).
| Pos.   | Raia | Atleta            | CON                      | Tempo | Notas                |
| ------ | ---- | ----------------- | ------------------------ | ----- | -------------------- |
| 1      | 6    | Marileidy Paulino | DOM República Dominicana | 48,17 | ,                    |
| 2      | 8    | Salwa Eid Naser   | BRN Bahrein              | 48,53 | Recorde da temporada |
| 3      | 7    | Natalia Kaczmarek | POL Polônia              | 48,98 |                      |
| 4      | 4    | Rhasidat Adeleke  | IRL Irlanda              | 49,28 |                      |
| 5      | 5    | Amber Anning      | GBR Grã-Bretanha         | 49,29 | Recorde nacional     |
| 6      | 9    | Alexis Holmes     | USA Estados Unidos       | 49,77 | Recorde pessoal      |
| 7      | 2    | Sada Williams     | BAR Barbados             | 49,83 |                      |
| 8      | 3    | Henriette Jæger   | NOR Noruega              | 49,96 |                      |
| Fonte: |      |                   |                          |       |                      |

Legenda
| Recorde mundial      | Recorde mundial (World record)               |                       | Recorde africano                      | Recorde africano (African) |                                           | Q | Classificado por posição (Qualified) |
| Recorde olímpico     | Recorde olímpico (Olympic record)            | Recorde da América    | Recorde da América (Americas)         | q                          | Classificado por melhor tempo (Qualified) |   |                                      |
| Melhor marca do ano  | Melhor marca do ano (World leading)          | Recorde asiático      | Recorde asiático (Asian)              | DNS                        | Não largou (Did not start)                |   |                                      |
| Recorde nacional     | Recorde nacional (National record)           | Recorde europeu       | Recorde europeu (European)            | DNF                        | Não terminou (Did not finish)             |   |                                      |
| Recorde pessoal      | Recorde pessoal do atleta (Personal best)    | Recorde da Oceania    | Recorde da Oceania (Oceania)          | DSQ / DQ                   | Desclassificado (Disqualified)            |   |                                      |
| Recorde da temporada | Recorde da temporada do atleta (Season best) | Recorde sul-americano | Recorde sul-americano (South America) | NM                         | Sem marca (No mark)                       |   |                                      |